# Argabús
Argabús, cuyo nombre legal era Argabús, S. A., era una empresa española dedicada al transporte de viajeros por carretera. Fue fundada en el año 1932 en Arganda del Rey.
Pertenece a la empresa ALSA desde junio del año 2018.

## Historia

### Primeros años
Argabús fue fundada en la década de los años 30 realizando el servicio de autobuses desde Arganda del Rey a Madrid. El nombre de fundación de esta empresa era López Morcillo. El nombre viene de los primeros apellidos que tenían ambos fundadores.
La base estaba en Arganda del Rey justamente en la Calle Enrique Calleja del municipio anteriormente nombrado. Los autobuses eran los llamados “camionetas” de la marca Mercedes-Benz, muy populares en varias empresas de la época. Esta empresa también realizaba viajes discrecionales.
La parada en Madrid se hacía justamente en la Calle de Atocha a la altura del número 118, donde al igual lo hacían otros servicios, como el de Madrid-Cuenca. El billete costaba 3 pesetas y solamente se hacían dos trayectos.
Debido a la localización que tenían durante la guerra, ya que estaba en una zona de conflicto, se perdieron varios autobuses que tenían en su flota, solamente pudo sobrevivir un autobús. Esto obligó a la empresa a comprar nuevos autobuses para ofrecer una alternativa al Ferrocarril del Tajuña.

### Años 60 y 70
En 1966 el Ayuntamiento de Arganda del Rey estableció un servicio urbano ofrecido por la empresa López Morcillo, el cual ofrecía una línea que unía los diferentes puntos de la población. Las cocheras de esta empresa ya no se situaban en la antigua calle, sino que se trasladaron a la calle Real donde actualmente se pueden encontrar. La empresa también disponía autobuses para el servicio interurbano, con colores blanco y azul y con el logotipo de López Morcillo S.L, cuyo colores luego perduraran con el cambio de nombre.
Durante la época de los 70, se pone en servicio, los autobuses urbanos de Arganda del Rey. En principio esta línea pertenecía al ayuntamiento, ya que era un servicio municipal de transporte, con el escudo de la población y de color rojo. Los autobuses en un principio eran tres que luego se irían ampliando a más, debido al aumento de viajeros. Las líneas era La Poveda-Residencia, la cual perduró y Fuente Nueva-Instituto cuya línea desapareció.

### Actualidad
En la década 90, ya con el nombre de Argabús, va comprando nuevos vehículos para poder satisfacer las líneas regulares, con autobuses como Pegaso 5031 L/4 con carrocería VanHool, Pegaso 5031TW con carrocería 3000N de Unicar o Volvo B10M con carrocería master 35 de Castrosua. Los cuales se irán retirando a lo largo de esta década, debido a los costes de mantenimiento. En cuanto al servicio urbano, se pone en marcha con autobuses modelos Man Hispano VOV, los cuales perduraran hasta principios del año 2000.
En el año 2000, este material se irá renovando poco a poco, comprando nuevos modelos mejores y más confortables. El servicio urbano lo administra la empresa Argabús y el Ayuntamiento. El Ayuntamiento ordenaba las líneas y la empresa ofrecía su flota. Ese servicio perteneció a la división de AURA (Autobuses Urbanos de Arganda, S.A.), la cual se formó en noviembre de 2011 como Servicio Urbano de Transporte de Viajeros de Arganda del Rey, pero perteneciendo a Argabús S.A., teniendo otras cocheras individuales en la Calle Camino del Valle.
En junio de 2018, la empresa fue absorbida por ALSA.

## Actividad
La empresa sólo tenía una concesión interurbana y otra urbana en propiedad, bajo las cuales operaban 10 líneas interurbanas y 3 líneas urbanas. Sólo realizaba líneas regulares en la Comunidad de Madrid, bajo la concesión cuya titularidad es del CRTM. Las concesiones que otorga el CRTM reciben la nomenclatura VCM indicando Viajeros Comunidad de Madrid ó URCM indicando Urbanos Comunidad de Madrid.

### VCM-302
Operaba desde la capital las estaciones de autobuses de Conde de Casal y Avenida de América. Los municipios a los que Argabús daba servicio eran, principalmente, Carabaña, Ambite, Campo Real, Nuevo Baztán, Alcalá de Henares y Valdilecha.
| Línea | Recorrido                                                            | Observaciones |
| ----- | -------------------------------------------------------------------- | ------------- |
| 260   | Alcalá de Henares - Ambite - Orusco                                  |               |
| 261   | Madrid (Avenida de América) - Nuevo Baztán - Villar del Olmo         |               |
| 311   | Madrid (Conde de Casal) - Arganda del Rey                            | Suprimida     |
| 311A  | Madrid (Conde de Casal) - Arganda del Rey por La Poveda              | Suprimida     |
| 312   | Madrid (Conde de Casal) - Arganda del Rey (El Mirador)               |               |
| 312A  | Madrid (Conde de Casal) - Arganda del Rey (El Mirador) por La Poveda |               |
| 313   | Madrid (Conde de Casal) - Valdilecha                                 |               |
| 320   | Arganda del Rey - Alcalá de Henares                                  |               |
| 321   | Arganda del Rey (Hospital) - Villar del Olmo                         |               |
| 322   | Arganda del Rey (Hospital) - Ambite                                  |               |
| 326   | Madrid (Conde de Casal) - Mondéjar - Driebes                         |               |
| N303  | Madrid (Conde de Casal) - Arganda del Rey                            |               |

### URCM-014
| Línea | Recorrido                                         | Observaciones                    |
| ----- | ------------------------------------------------- | -------------------------------- |
| 1     | Residencia - La Poveda                            |                                  |
| 2     | La Poveda - Hospital                              |                                  |
| 4     | Circular de Arganda del Rey (sentido horario)     |                                  |
| 5     | Circular de Arganda del Rey (sentido antihorario) | Suprimida el 23 de enero de 2012 |